# Famille Ladreit de Lacharrière
La famille Ladreit, anciennement Ladreyt, est une famille subsistante de la noblesse française originaire de Coux en Ardèche près de la commune de Privas. Elle donna aux XVIIe siècle deux branches : Ladreit de La Charrière et Ladreit de La Condamine. Elle fut maintenue noble en 1786.
Cette famille comprend parmi ses membres un maire de Privas sous l'Ancien Régime, un préfet, un général, un commissaire fédéral à la Justice et aux questions juridiques en Indochine de 1945 à 1948, un enseignant et haut fonctionnaire, un vice-président de la Cour internationale de justice. Elle est illustrée à l'époque contemporaine par l'homme d'affaires Marc Ladreit de Lacharrière.

## Histoire
Au milieu du XVIIe siècle, La famille Ladreyt est une famille protestante fixée à Coux[réf. nécessaire] en Ardèche.
Dans l'ouvrage La Révolution française en Ardèche, il est écrit : « Les Ladreyt semblent mêler depuis longtemps déjà le service aux armées du roi et le commerce et l'industrie. Dès le XVIIe siècle, un Ladreyt est marchand de soie, un autre l'est à Lyon en 1724. Ceci n'empêche pas la Cour des Aides de Montpellier de déclarer en 1786, la famille « noble et issue de noble race ». » Il s'agit d'une maintenue en la noblesse valant anoblissement.
La famille Ladreit de Lacharrière a été admise en 1952 à l'Association d'entraide de la noblesse française.

## Généalogie simplifiée
- Abel Ladreyt, sieur de Lacharrière à Coux (Ardèche), docteur et avocat, juge de la vicomté de Privas au début du XVIIe siècle, qui, de Marguerite Garnier ou Granier (fille d'Anthoine Garnier, notaire royal à Privas) laissa deux fils : René et Jacques[3].
  - René Ladreyt (l'aîné), fut le père de :
    - René Pierre Ladreyt, sieur de Lacharrière, marié en 1645 à Isabeau de La Selve, d'où :
      - leur petit fils René Ladreyt de Lacharrière (1695 Coux - 1751 Coux), marchand de soie, bourgeois (1731), maire de Privas en 1747, marié en 1730 à Suzanne Rioufol (ou Marie Suzanne Riouffoul d'Auteville), fille d'Abraham Rioufol, marchand, et Suzanne Sustel, d'où dix enfants, dont :
        - Alexandre Ladreyt de Lacharrière, officier, chevalier de Saint-Louis, maintenu dans sa noblesse à Montpellier le 29 juillet 1786[3],[4], comparant en 1789, qui avait épousé en 1765 Antoinette Roch, et père de :
          - René Ladreyt de Lacharrière (1767-1845), député, chevalier de la Légion d'honneur, marié en 1798 à Madeleine du Martinent de Lavernade, d'où : 
            - Alexandre Ladreyt de Lacharrière (1800-1868), préfet, commandeur de la Légion d'honneur, qui épousa Joséphine Renault de Brioland et en eut 4 fils : Jules, René, Paul (d'où descendance), Charles (d'où descendance).
            - Jules Ladreyt de Lacharrière (1806-1870), général, grand officier de la Légion d'honneur, mort pour la France en 1870 à Champigny.

  - Jacques Ladreyt (le cadet), sieur de La Condamine, fut l'aïeul de Jacques Melchior Ladreyt de La Condamine, qui comparut à l'assemblée de la noblesse de Montélimar en 1789 et avait épousé en 1773 Charlotte de Montrond de La Bâtie dont il eut Pierre Alexandre allié à Leonnette de Baix[3].

## Personnalités
- René Ladreyt, sieur de La Charrière (1695-1751), marchand de soie, bourgeois (1731), maire de Privas (1746-1751)
- René Ladreit de La Charrière (1767-1845), député royaliste de l'Ardèche de 1815 à 1823
- Alexandre Ladreit de Lacharrière (1800-1868), préfet de la Creuse de 1851 à 1853, de Saône-et-Loire de 1853 à 1856 et de la Dordogne de 1856 à 1865
- Jules Marie Ladreit de Lacharrière (1806-1870), général de brigade
- Jules François René Ladreit de La Charrière (1833-1903), médecin oto-rhino-laryngologiste
- Jacques Ladreit de Lacharrière (1881-1958), conseiller d'État, homme de lettres, professeur à l'École nationale de la France d'outre-mer, maître de conférence à l'École libre des sciences politiques, membre de l'Académie des sciences d'outre-mer
- René Ladreit de Lacharrière (1915-1992), professeur de droit constitutionnel, conseiller du haut-commissaire de France en Indochine, il est commissaire fédéral à la Justice et aux questions juridiques en Indochine de 1945 à 1948, directeur-adjoint du cabinet de Pierre Mendès France
- Guy Ladreit de Lacharrière (1919-1987), diplomate, vice-président de la Cour internationale de justice de 1985 à 1987
- Marc Ladreit de Lacharrière (1940-), banquier, mécène, membre de l'Institut de France, grand-croix de la Légion d'honneur

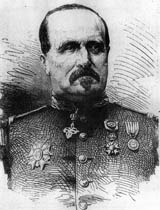
Le général Jules Marie Ladreit de Lacharrière (1806-1870).
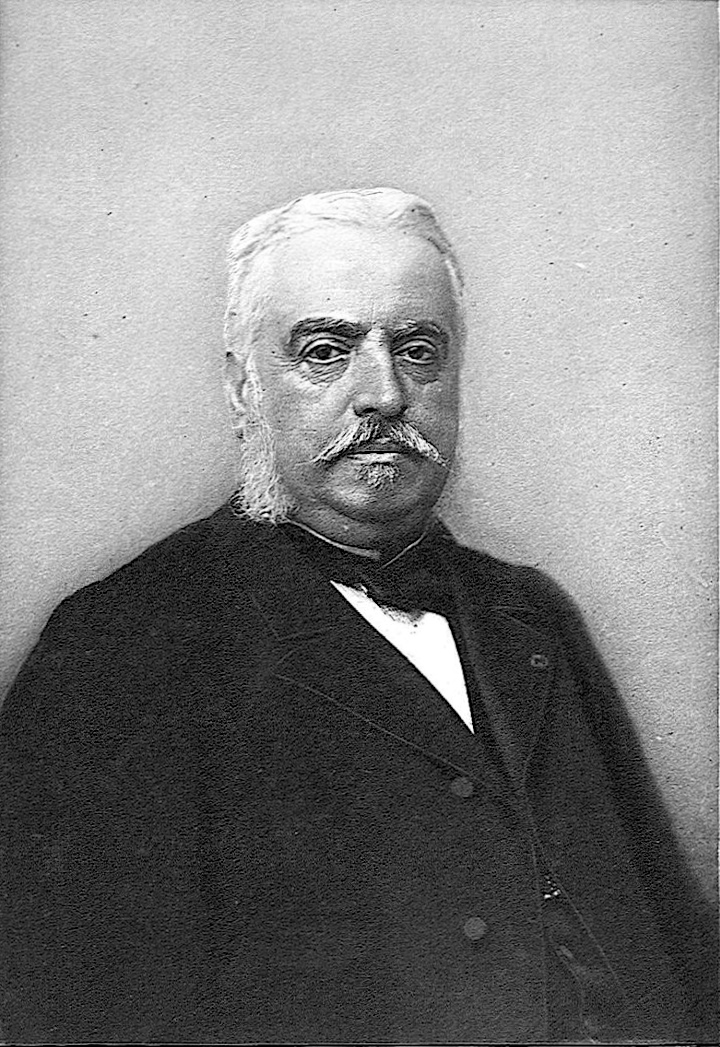
Jules François René Ladreit de La Charrière (1833-1903).
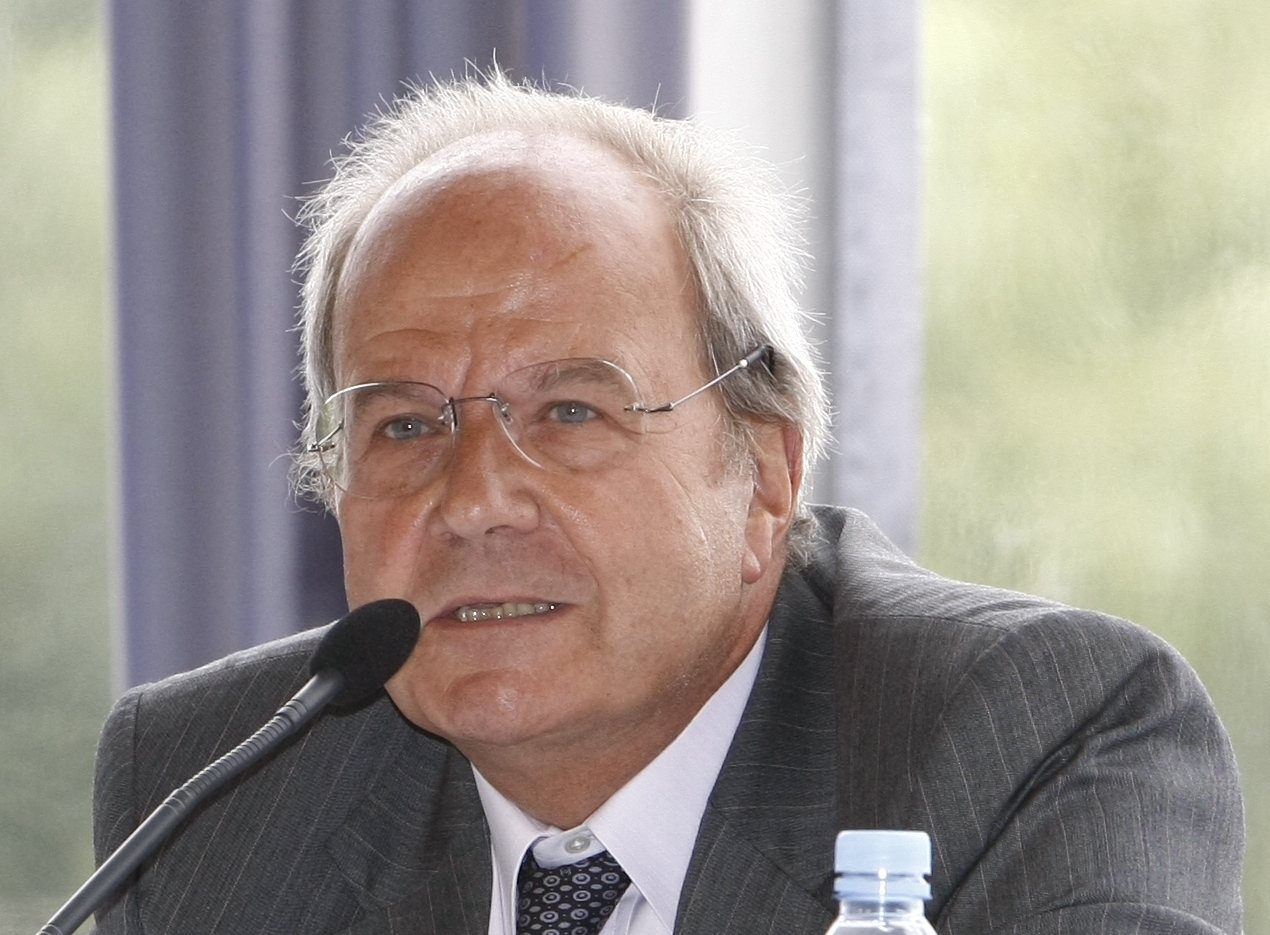
Marc Ladreit de Lacharrière (1940).

## Alliances
Les principales alliances de la famille Ladreit de Lacharrière sont : Garnier (de Chanron), de La Selve (1645), Rioufol ou Riouffoul d'Auteville (1730), Roch (1765), de Montrond de La Bâtie (1773), du Martinent de Lavernade (1798), Renault de Brioland, de Baix, Testot-Ferry.

## Armes
La famille Ladreit de Lacharrière porte pour armes : D'azur, au pal d'argent chargé d'un faisceau de licteur au naturel et cantonné de quatre molettes d'éperon d'argent telles qu'elles figurent à la croisée des voûtes de la nef de l'église Saint-Pierre de Lubilhac

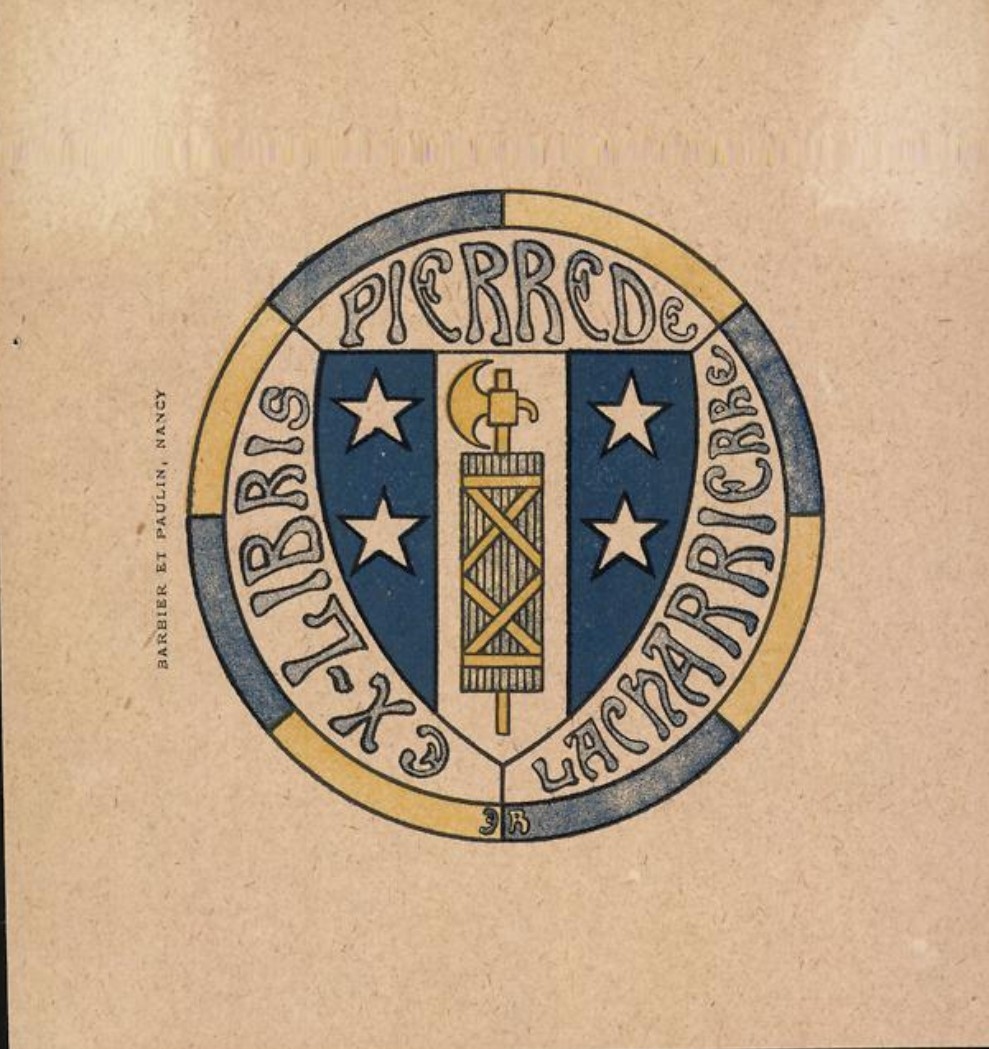
ex-libris Pierre Ladreit de la Charrière

## Postérité
La rue Lacharrière à Paris porte le nom du général de brigade Jules Marie Ladreit de Lacharrière (1806-1870), tué à la bataille de Champigny.